# Pietro Chiarini
Pietro Chiarini (Brescia, 1717 circa – Cremona, 1765) è stato un compositore italiano.
Sulla vita del Chiarini si conosce poco. Dal 1738 al 1744 fu a Venezia dove musicò quattro opere e un oratorio. Fu in rapporti di amicizia con Carlo Goldoni, legame da cui ebbe origine un fecondo sodalizio artistico. Successivamente si recò a Cremona, dove nel 1754 scrisse e fece rappresentare l'intermezzo La donna dottoressa. Fu nominato in seguito maestro di cappella della città di Cremona da J.U.Haffner nel 1756. Della sua produzione operistica ci sono giunti solo i libretti e la commedia musicale Il Geloso Schernito, erroneamente attribuita a Pergolesi

## Opere
La data e la città si riferiscono alla prima rappresentazione.
1. Argenide (libretto di Alvise Giusti, opera seria, 1738, Venezia)
2. Arianna e Teseo (opera seria, 1739, Brescia)
3. L'Issipile (libretto di Pietro Metastasio, opera seria, 1740, Brescia)
4. Il finto pazzo (revisione di Carlo Goldoni de La contadina astuta di Tommaso Mariani, intermezzo, 1741, Venezia)
5. Achille in Sciro (libretto di Pietro Metastasio, opera seria, 1739)
6. Artaserse (libretto di Pietro Metastasio, opera seria, 1741, Verona)
7. Statira (libretto di Carlo Goldoni, opera seria, 1741, Teatro San Samuele di Venezia)
8. Amor fa l'uomo cieco (libretto di Carlo Goldoni, intermezzo, 1742, Genova)
9. Il Ciro riconosciuto (libretto di Pietro Metastasio, opera seria, 1743, Verona)
10. I fratelli riconosciuti (opera seria, 1743, Verona)
11. Meride e Salimunte (libretto di Apostolo Zeno, opera seria, 1744, Venezia)
12. Alessandro nelle Indie (libretto di Pietro Metastasio, opera seria, 1744, Verona)
13. Il geloso schernito (libretto di Giovanni Bertati, intermezzo, 1746, Venezia)
14. La Didone abbandonata (libretto di Pietro Metastasio, opera seria, 1748, Brescia)
15. La donna dottoressa (intermezzo, 1754, Cremona)
16. Ezio (libretto di Pietro Metastasio, opera seria, 1757, Cremona)

## Discografia
- Un'aria in Gennaro D'Alessandro, Arie dall'opera Adelaide. Hamburg 1744, Francesco Divito (soprano maschile), «Benedetto Marcello» Baroque Ensemble, Ettore Maria Del Romano (direzione), Tactus, TC 710401, 2024.